# Stenothoe estacola
Stenothoe estacola är en kräftdjursart som beskrevs av J. L. Barnard 1962. Stenothoe estacola ingår i släktet Stenothoe och familjen Stenothoidae. Inga underarter finns listade i Catalogue of Life.